# Andrej Chilkov
Andrej Jakovlevitj Chilkov (ryska: Андрей Яковлевич Хилков), född 1678, död 1716, var en rysk furste (knjaz) och diplomat.
Chilkov blev efter studier i utlandet kammarherre och 1700 rysk resident i Sverige. Han anlände samma år till Karl XII:s högkvarter på Själland med vänskapsförsäkringar från tsar Peter och följde kungen till Kristianstad och Karlshamn, men blev efter Rysslands fredsbrott arresterad.  Chilkov hölls fången först i Stockholm och Örebro till 1713, sedan i Västerås till 1716 och slutligen i Visingsborg där han dog samma år. Han begravdes i Sankt Petersburg 1719.